# دارماپوترا
دارماپوترا (به هندی: Dharmputra) فیلمی محصول سال ۱۹۶۱ و به کارگردانی یاش چوپرا است. در این فیلم بازیگرانی همچون مالا سینها، شاشی کاپور، رحمان، دون ورما، نیروپا روی، لیلا چیتنیس، آشوک کومار، راجندرا کومار ایفای نقش کرده‌اند.